# Miss Universo 2017
Miss Universo 2017 è stata la sessantaseiesima edizione del concorso di bellezza Miss Universo. Alla gara, tenutasi il 26 novembre 2017 presso il The AXIS Auditorium di Las Vegas, in Nevada negli Stati Uniti d'America,  hanno partecipato 92 ragazze rappresentanti di altrettanti Paesi e territori.
Iris Mittenaere, Miss Universo uscente, proveniente dalla Francia, ha incoronato la nuova Miss Universo, Demi-Leigh Nel-Peters, proveniente dal Sudafrica che non vinceva dal 1978, quando la vincitrice fu Margaret Gardiner.

## Formula
Le Miss partecipanti sono state per la prima volta suddivise in tre gruppi distinti basati sulla geografia, una novità per il concorso:
- Africa e Asia pacifica (comprendente l'Asia in generale)
- Europa
- Americhe

In questo modo il concorso è stato reso più omogeneo: ogni paese ha la stessa probabilità di essere scelto come parte della TOP 16;   a rappresentare ogni gruppo sono quattro ragazze, scelte in base ai voti della giuria e del tele-voto. Chiamate le quattro Miss per ogni quartetto (per un totale di dodici) in seguito ne vengono scelte altre quattro tra tutti i paesi rimanenti (al di fuori della logica di divisione in gruppi) che comporranno dunque un ulteriore gruppo (Wild cards) per arrivare a sedici.

## Risultati

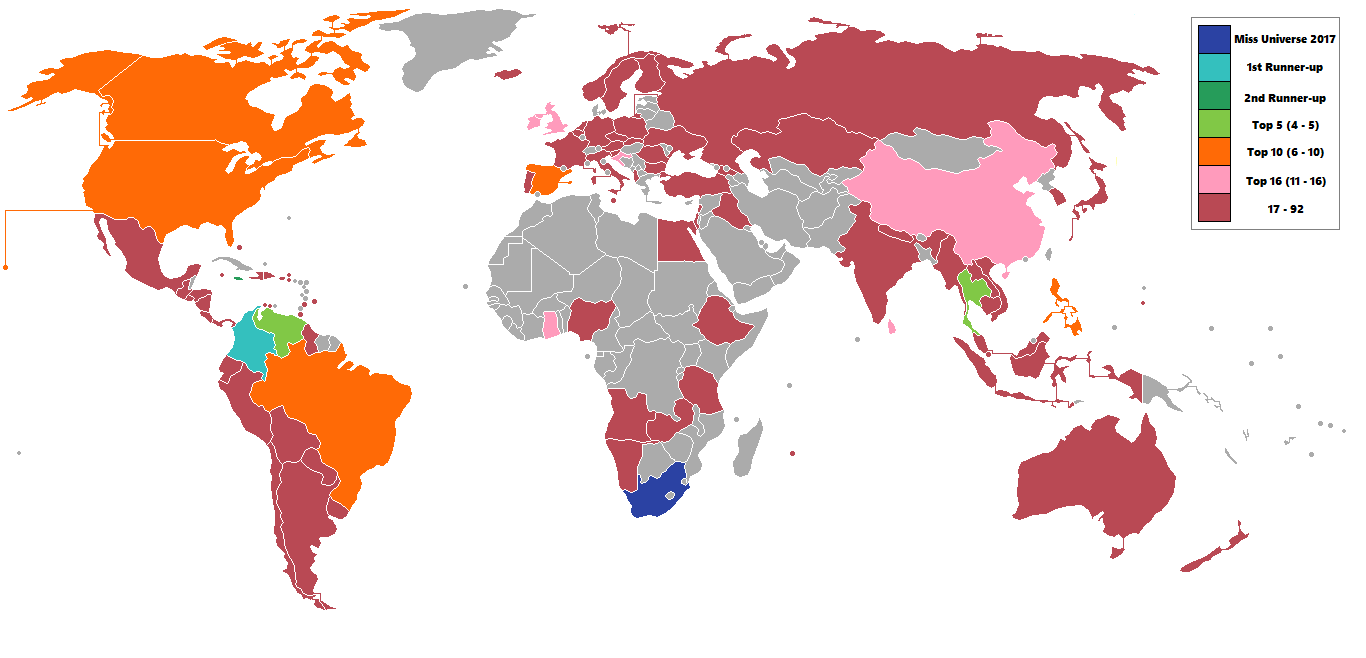
I piazzamenti finali di Miss Universo 2017:
Miss Universo 2017
2ª classificata
3ª classificata
Top 5
Top 10
Top 16
17ª-92ª classificata

Miss Universo 2017
     2ª classificata
     3ª classificata
     Top 5
     Top 10
     Top 16
     17ª-92ª classificata
| #  | Nazione     | Gruppo                 |
| -- | ----------- | ---------------------- |
| 1  | Thailandia  | Africa e Asia pacifica |
| 2  | Sri Lanka   | Africa e Asia pacifica |
| 3  | Ghana       | Africa e Asia pacifica |
| 4  | Sudafrica   | Africa e Asia pacifica |
| 5  | Spagna      | Europa                 |
| 6  | Irlanda     | Europa                 |
| 7  | Croazia     | Europa                 |
| 8  | Regno Unito | Europa                 |
| 9  | Colombia    | Americhe               |
| 10 | Stati Uniti | Americhe               |
| 11 | Brasile     | Americhe               |
| 12 | Canada      | Americhe               |
| 13 | Filippine   | Wild cards spots       |
| 14 | Venezuela   | Wild cards spots       |
| 15 | Giamaica    | Wild cards spots       |
| 16 | Cina        | Wild cards spots       |

| Risultato finale   | Risultato finale |
| Classifica         | Concorrente |
| ------------------ | --- |
| Miss Universo 2017 | - Sudafrica – Demi-Leigh Nel-Peters |
| 2ª classificata    | - Colombia – Laura González |
| 3ª classificata    | - Giamaica – Davina Bennett |
| Top 5              | - Thailandia – Maria Poonlertlarp - Venezuela – Keysi Sayago                                                                                                 |
| Top 10             | - Brasile – Monalysa Alcântara - Canada – Lauren Howe - Filippine – Rachel Peters - Spagna – Sofía del Prado - Stati Uniti – Kára McCullough                 |
| Top 16             | - Cina – Roxette Qiu - Croazia – Shanaelle Petty - Ghana – Ruth Quashie - Irlanda – Cailín Toíbín - Regno Unito – Anna Burdzy - Sri Lanka – Christina Peiris |

### Premi speciali
| Premio                | Concorrente                        |
| --------------------- | ---------------------------------- |
| Best National Costume | - Giappone – Momoko Abe            |
| Photogenic            | - Indonesia – Bunga Jelitha Ibrani |
| Congeniality          | - Panama – Laura de Sanctis        |

## Concorrenti
| Nazione/Territorio        | Concorrente                | Età | Città                |
| ------------------------- | -------------------------- | --- | -------------------- |
| Albania                   | Blerta Leka                | 19  | Tirana               |
| Angola                    | Lauriela Martins           | 19  | Cabinda              |
| Argentina                 | Stefania Incandela         | 23  | Buenos Aires         |
| Aruba                     | Alina Mansur               | 26  | Malmok               |
| Australia                 | Olivia Rogers              | 25  | Adelaide             |
| Austria                   | Celine Schrenk             | 19  | Gänserndorf          |
| Bahamas                   | Yasmine Cooke              | 25  | Nassau               |
| Barbados                  | Lesley Chapman             | 26  | Bridgetown           |
| Belgio                    | Liesbeth Claus             | 20  | Assenede             |
| Birmania                  | Zun Thansin                | 22  | Yangon               |
| Bolivia                   | Gleisy Noguer              | 20  | Cobija               |
| Brasile                   | Monalysa Alcantara         | 18  | Teresina             |
| Bulgaria                  | Nikoleta Todorova          | 19  | Vraca                |
| Cambogia                  | Sotheary Bee               | 19  | Phnom Penh           |
| Canada                    | Lauren Howe                | 24  | Toronto              |
| Cile                      | Natividad Leiva            | 24  | Santiago             |
| Cina                      | Roxette Qiu                | 27  | Shenyang             |
| Colombia                  | Laura Gonzalez             | 22  | Cartagena            |
| Corea del Sud             | Cho Se-whee                | 26  | Gyeonggi             |
| Costa Rica                | Elena Correa               | 26  | Heredia              |
| Croazia                   | Shanaelle Petty            | 19  | Slavonski Brod       |
| Curaçao                   | Nashaira Balentien         | 20  | Willemstad           |
| Ecuador                   | Daniela Cepeda             | 21  | Guayaquil            |
| Egitto                    | Farah Sedky                | 23  | Alessandria d'Egitto |
| El Salvador               | Allison Abarca             | 21  | San Salvador         |
| Etiopia                   | Akinahom Zergaw            | 21  | Addis Abeba          |
| Filippine                 | Rachel Peters              | 26  | Canaman              |
| Finlandia                 | Michaela Soderholm         | 25  | Helsinki             |
| Francia                   | Alicia Aylies              | 19  | Cayenne              |
| Georgia                   | Marita Gogodze             | 21  | Rustavi              |
| Germania                  | Sophia Koch                | 20  | Halle                |
| Ghana                     | Ruth Quashie               | 23  | Cape Coast           |
| Giamaica                  | Davina Bennett             | 21  | Clarendon            |
| Giappone                  | Momoko Abe                 | 22  | Chiba                |
| Gran Bretagna             | Anna Burdzy                | 25  | Leicester            |
| Guam                      | Myana Welch                | 27  | Tamuning             |
| Guatemala                 | Isel Suniga                | 22  | San Marcos           |
| Guyana                    | Rafieya Husain             | 25  | Anna Regina          |
| Haiti                     | Cassandra Chéry            | 21  | Port-au-Prince       |
| Honduras                  | April Tobie                | 19  | Roatán               |
| India                     | Shraddha Shashidhar        | 21  | Chennai              |
| Indonesia                 | Bunga Jelitha              | 26  | Giacarta             |
| Iraq                      | Sarah Idan                 | 27  | Baghdad              |
| Irlanda                   | Cailin Aine Ni Toibin      | 23  | Cobh                 |
| Islanda                   | Arna Yr Jonsdottir         | 22  | Kópavogur            |
| Isole Cayman              | Anika Conolly              | 27  | West Bay             |
| Isole Vergini Americane   | Esonica Veira              | 27  | Charlotte Amalie     |
| Isole Vergini Britanniche | Khephra Sylvester          | 24  | Tortola              |
| Israele                   | Adar Gandelsman            | 19  | Ashkelon             |
| Italia                    | Miriam Polverino           | 25  | Napoli               |
| Kazakistan                | Sabine Azimbaeva           | 18  | Almaty               |
| Laos                      | Souphaphone Somvichith     | 20  | Vientiane            |
| Libano                    | Jana Sader                 | 20  | Sidone               |
| Malaysia                  | Samantha James             | 23  | Kuala Lumpur         |
| Malta                     | Tiffany Pisani             | 25  | Attard               |
| Mauritius                 | Angie Callychurn           | 27  | Curepipe             |
| Messico                   | Denisse Franco             | 19  | Culiacán             |
| Namibia                   | Suné January               | 23  | Rehoboth             |
| Nepal                     | Nagma Shrestha             | 26  | Kathmandu            |
| Nicaragua                 | Berenice Quizada           | 24  | El Rama              |
| Nigeria                   | Stephanie Abgasi           | 22  | Neni                 |
| Norvegia                  | Kaja Kojan                 | 20  | Kongsvinger          |
| Nuova Zelanda             | Harlem-Cruz Atarangi Ihaia | 19  | Napier               |
| Paesi Bassi               | Nicky Opheij               | 22  | Handel               |
| Panama                    | Laura de Sanctis           | 21  | Panama               |
| Paraguay                  | Ariela Machado             | 25  | Asunción             |
| Perù                      | Prissilla Howard           | 26  | Piura                |
| Polonia                   | Katarzyna Wlodarek         | 26  | Cracovia             |
| Porto Rico                | Danna Hernandez            | 21  | San Juan             |
| Portogallo                | Matilde Lima               | 18  | Setúbal              |
| Rep. Ceca                 | Michaela Habanova          | 21  | Zlín                 |
| Rep. Dominicana           | Carmen Munoz Guzman        | 24  | Licey al Medio       |
| Romania                   | Ioana Mihalache            | 26  | Costanza             |
| Russia                    | Ksenia Alexandrova         | 22  | Mosca                |
| Saint Lucia               | Louise Victor              | 26  | Micoud               |
| Singapore                 | Manuela Bruntraeger        | 24  | Singapore            |
| Slovacchia                | Vanessa Bottanova          | 19  | Bratislava           |
| Slovenia                  | Emina Ekic                 | 22  | Ptuj                 |
| Spagna                    | Sofia del Prado            | 22  | Albacete             |
| Sri Lanka                 | Christina Peiris           | 23  | Colombo              |
| Stati Uniti               | Kára McCullough            | 26  | Washington           |
| Sudafrica                 | Demi-Leigh Nel-Peters      | 22  | Sedgefield           |
| Svezia                    | Frida Fornander            | 22  | Göteborg             |
| Tanzania                  | Lilian Maraule             | 22  | Dar es Salaam        |
| Thailandia                | Maria Poonlertlarp         | 25  | Bangkok              |
| Trinidad e Tobago         | Yvonne Clark               | 27  | San Fernando         |
| Turchia                   | Pinar Tartan               | 20  | Smirne               |
| Ucraina                   | Yana Krasnikova            | 18  | Kiev                 |
| Uruguay                   | Marisol Acosta             | 20  | Canelones            |
| Venezuela                 | Keysi Sayago               | 24  | Caracas              |
| Vietnam                   | Loan Nguyen                | 27  | Thái Bình            |
| Zambia                    | Isabel Chikoti             | 26  | Chingola             |

### Debutti
- Cambogia
- Laos
- Nepal

### Ritorni
- Ultima partecipazione nel 1972:
  -  Iraq
- Ultima partecipazione nel 2010:
  -  Zambia
- Ultima partecipazione nel 2014:
  -  Egitto
  -  Etiopia
  -  Saint Lucia
  -  Trinidad e Tobago
- Ultima partecipazione nel 2015:
  -  El Salvador
  -  Ghana
  -  Irlanda
  -  Libano